# Mirador (kulle i Antarktis, lat -62,68, long -60,34)
Mirador är en kulle i Antarktis. Den ligger i Sydshetlandsöarna. Argentina, Chile och Storbritannien gör anspråk på området. Toppen på Mirador är 7 meter över havet.
Terrängen runt Mirador är kuperad åt nordväst, men åt sydost är den bergig. Havet är nära Mirador åt sydväst. Trakten är glest befolkad. Närmaste befolkade plats är St. Kliment Ohridski Base, 5,6 kilometer norr om Mirador. 